# 飯田有抄
飯田 有抄（いいだ ありさ、1974年 - ）は、日本のクラシック音楽ファシリテーター。音楽ライター・翻訳家・ラジオパーソナリティ・トイピアノ奏者などとして活動する。

## 人物・来歴等
北海道小樽市生まれ。東京芸術大学音楽学部楽理科卒業、同大学院音楽研究科修士課程修了（武満徹研究）。東京芸術大学音楽研究センター助手を経て、マッコーリー大学通訳翻訳修士課程修了。

## 活動
音楽ライターとして、雑誌「ムジカノーヴァ」「CDジャーナル」「ぶらあぼ」などにインタビューやレポート記事を執筆。CDの楽曲解説やコンサートのプログラムノートなども手がける。
翻訳家としては、楽譜の作曲者による解説の英語訳やCDのライナーノーツの日本語訳を行う。
ブルクミュラー探求ユニット「ぶるぐ協会」広報としても活動する。
鍵盤楽器奏者・菅谷詩織とのユニット「一番町小町」では主にトイピアノを担当。
「音楽を愛する人のプレゼンテーション会」（音プレ）実行委員会の代表をつとめている。
ラ・フォル・ジュルネ・オ・ジャポンでは、「公式レポーター」の一員として演奏会の様子や会場のあれこれを取材して発信した。2016年には公式ブログ隊の、2017年には公式Facebook隊の「隊長」をつとめた。
2020年5月2 - 4日には、オンラインで開催された音楽祭「丸の内GWミュージックフェスティバル2020」の総合司会をつとめた。
その他、音楽イベントでの司会やプレトーク、教育イベントやワークショップのファシリテーター、セミナー講師、アドヴァイザーとして活動する。

## 著書
- 河合楽器製作所『あなたがピアノを続けるべき11の理由』（構成・解説、ヤマハミュージックメディア、2011年）
- 『あなたがピアノを教えるべき11の理由』（構成・解説、ヤマハミュージックメディア、2013年）
- 『ブルクミュラー25の不思議：なぜこんなにも愛されるのか』（前島美保との共著、音楽之友社、2013年）[5]
- 『マンガで教養【CD付き】 はじめてのクラシック』（共著、朝日新聞出版、2017年）
- 『ようこそ!トイピアノの世界へ　世界のトイピアノ入門ガイドブック』（カワイ出版、2020年）

## 連載
- 飯田有抄さんと音楽つながり。(2017年7月 - 、Webマガジン『オントモ・ヴィレッジ』(現・『ONTOMO』)) - 2018年4月、サイトリニューアルにより『飯田有抄の音楽でつながる仕事人たち。』と改題[12][13]
- 飯田有抄のフォトエッセイ「暮らしのスキマに」(2020年3月 - 、Webマガジン『ONTOMO』)[14][15]
- クラシックの“深海”(2018年12月 - 、季刊誌『analog』(音元出版))[16]

## ラジオ
- NHK-FM放送　あなたの知らない作曲家たち(日本放送協会、2014年8月14日[17]) - ゲスト出演
- コンテンポラリー・クラシック・ステーションOTTAVA　OTTAVA Domenica[18](OTTAVA株式会社、2015年2月15日) - ゲスト出演、ナントのラ・フォル・ジュルネの報告をした
- コンテンポラリー・クラシック・ステーションOTTAVA　OTTAVA ラ・フォル・ジュルネ・オ・ジャポン2015 SPECIAL(OTTAVA株式会社、2015年5月3日・5月4日) - ゲスト出演、「公式レポートブログ隊」の一員として見どころを紹介した
- コンテンポラリー・クラシック・ステーションOTTAVA　OTTAVA Salone(OTTAVA株式会社、2016年1月14日 - 2020年3月26日) - 木・金曜日(2016年1月 - 2017年3月)、木曜日(2017年4月 - 2020年3月26日)プレゼンター
- コンテンポラリー・クラシック・ステーションOTTAVA　OTTAVA ラ・フォル・ジュルネ・オ・ジャポン2016 Special 総集編[19](OTTAVA株式会社、2016年5月29日) - プレゼンター
- コンテンポラリー・クラシック・ステーションOTTAVA　PrimeSeat Salon[20](OTTAVA株式会社、2016年6月 - 2017年3月) - ゲスト・プレゼンター[21]
- コンテンポラリー・クラシック・ステーションOTTAVA　OTTAVA Navi[22](OTTAVA株式会社、2017年3月4日[23]・6月10日) - プレゼンター。3月4日は小室敬幸と、6月10日は長井進之介とともに斎藤茂の代演
- コンテンポラリー・クラシック・ステーションOTTAVA　OTTAVA Mall[24](OTTAVA株式会社、2017年5月) - プレゼンター
- コンテンポラリー・クラシック・ステーションOTTAVA　OTTAVA ラ・フォル・ジュルネ・オ・ジャポン2017 Special 総集編[25](OTTAVA株式会社、2017年6月3日) - プレゼンター
- ミュージックバード　music book café(株式会社ミュージックバード、2018年1月10日[26][27]) - ゲスト出演
- コンテンポラリー・クラシック・ステーションOTTAVA　「濃厚、濃密！ロシア音楽の世界」クラウドファンディングお礼の特別番組[28](OTTAVA株式会社、2018年4月15日) - プレゼンター
- コンテンポラリー・クラシック・ステーションOTTAVA　The World of OTTAVA(OTTAVA株式会社、2019年7月) - プレゼンターとして下記3本を担当
  - 12星座☆クラシック　その1
  - 12星座☆クラシック　その2
  - リコーダー音楽、そのチャーミングな世界
- レインボータウンFM　いいね情報局「斎藤雅広のトキメキ！開運クラシック」(2020年1月19日) - ゲスト出演[29]

## テレビ
- NHK　Eテレ　ららら♪クラシック(日本放送協会、2016年9月24日[30][31]、2019年9月20日[32][33])
- マツコの知らない世界-スピーカーの世界（2024年1月30日、TBS)

## CD
- 『OTTAVA Selection vol.9 濃厚、濃密!ロシア音楽の世界』(クラウドファンディングにより制作されたコンピレーション・アルバム、2018年3月) - 選曲・構成・ライナーノーツ
- 『心が育つ だれなに?クラシック』シリーズ(でじじ発行/パンローリング発売、2021年 -) - クラシック音楽の作曲家について音源を交えつつやさしく話すシリーズ

## トイピアノ奏者としての活動
トイピアニストとして須藤英子(ピアニスト)や駒久美子(音楽教育学者)とユニット「トイピアネット」を結成し、演奏活動を行っている。
『OTTAVA Salone』でも、スタジオにトイピアノを持ちこむ。オンエア中に実際に音を出してみせながら調や和音などの解説を行うほか、リスナーのリクエストに応じて楽曲を演奏する。
- 初代：フラ男くん[36](2016年1月21日 - 3月31日) - 飯田のコレクションの中では小型であったため選ばれたが、鍵盤数が少なく弾ける曲が限られた。

- 2代目：マリアさん[37](2016年3月31日 - 9月15日) - 「フラ男くん」より鍵盤数が多い。2016年7月14日にゲスト出演した平井千絵[38]が演奏した。

- 3代目：ユカリちゃん[39][40](2016年9月15日 -) - OTTAVAのクリスマス・コンサート(後述)にも出演した。飯田のほか、番組内では本田聖嗣(『PrimeSeat/OTTAVA Salone』2017年1月5日の延長放送)や小室敬幸(『OTTAVA Navi』2017年4月15日[41])が演奏している。

- 代演：KAWAIのトイピアノ(呼び名は不明[42]、2016年12月9日) - 「ユカリちゃん」がOTTAVAのクリスマスコンサートの準備のために一時帰宅したため、代わりに出演した。

- ゲスト出演：きらきらすずこさん[43](2017年7月13日、2017年12月28日、2018年4月12日) - KAWAIのトイピアノ。上記と同一のものかどうかは不明。名無しであったが、7月13日の番組内で名前を募集し、命名された。

『OTTAVA Salone』の菅谷詩織(鍵盤ハーモニカ)の出演回には、菅谷が作曲・編曲した楽曲を合奏する。好評なため、二人でユニット「一番町小町(いちばんちょうこまち)」を結成。2016年12月13日の「Buon Natale! OTTAVAクリスマス・コンサート2016」でユニット名を発表、お披露目演奏を行った。2017年9月28日の「小町と子分のUNISON CONCERT　vol.1」や2017年10月19日の「森トラスト・ランチタイムコンサート　第311回」では、「一番町子分」(いちばんちょうこぶん、長井進之介と小室敬幸のユニット)と共演した。

## その他
- 趣味は猫情報を収集すること、猫と昼寝すること、ピアノ小品を愛すること、着物選び、三味線端唄(松永流端唄師範として「松永花有」の名を許される)[1]。
- ロシア音楽を愛好する。『OTTAVA Salone』では、主にニコニコ動画の延長放送枠(飯田の担当回では「放課後」と呼ばれる)にミャスコフスキーをはじめとするロシアの作曲家の楽曲を紹介した。また、2017年11月23日から12月28日まで、コンピレーション・アルバム『OTTAVA Selection vol.9 濃厚、濃密！ロシア音楽の世界～Denseness of Russian Soul』制作のためのクラウドファンディングの募集が行われた。CDが制作可能な60万円を12月19日に達成。最終的には、のべ409人から86万1600円が寄せられ[45]、2018年3月にリリース。リターン(応援のお礼)の一つとして、飯田によるロシアの作曲家イラスト集が用意された。
- 『デジタル毎日』(毎日新聞社)内『クラシックナビ』の連載「OTTAVAの顔たち」で、「リスナーの心のお散歩の同伴者」として紹介された[3]。
- 2016年12月30日の『PrimeSeat/OTTAVA Salone』では、延長放送枠で三味線端唄「春風が」「三下がりさわぎ」を演奏した。
- 2017年1月7日付東京新聞夕刊「ペット大好き」欄で、愛猫「まーくん」「ミネ子」、愛犬「わっち」とともに紹介された[46]。
- 2018年1月4日の『OTTAVA Salone』では、延長放送枠で三味線端唄「梅は咲いたか」「玉川」「相撲甚句」「深川くずし」「ストトン節」「三下がりさわぎ」を演奏した。
- 2019年1月3日の『OTTAVA Salone』では、三味線端唄「夜桜や」「せつほんかいな」を演奏した。
- 2019年度の大阪国際大学・同短期大学部の一般入試(国語)で、共著書『ブルクミュラー25の不思議〜なぜこんなにも愛されるのか』の一文が出題された[47]。
- 2020年1月2日の『OTTAVA Salone』では、延長放送枠で三味線端唄「六段くずし」「奴さん」を演奏した。
- 2020年1月19日の『斎藤雅広のトキメキ！開運クラシック』ゲスト出演時には、三味線端唄「梅と松」を演奏した。